# Belgrade Calling
 (транскр.  Белгрејд колинг), у преводу Београд зове, био је музички фестивал који се од 2012. до 2016. године одржавао у Београду. Организатор је била концертна агенција Авалон продукција.

## Сва издања фестивала
| Година    | Датуми  | Локација          | Извођачи                                                                | Цене карата (у динарима) | Изв.                          |
| --------- | ------- | ----------------- | ----------------------------------------------------------------------- | ------------------------ | ----------------------------- |
| 2012. (1) | 27. јун | Ушће              | С.А.Р.С. · Дубиоза колектив · Џеси Џеј ·                                | 7.990                    | [ 1 ] [ 2 ] [ 3 ] [ 4 ] [ 5 ] |
| 2012. (1) | 28. јун | Ушће              | ·                                                                       | 7.990                    | [ 1 ] [ 2 ] [ 3 ] [ 4 ] [ 5 ] |
| 2012. (1) | 29. јун | Ушће              | · ·Public Image Ltd ·                                                   | 7.990                    | [ 1 ] [ 2 ] [ 3 ] [ 4 ] [ 5 ] |
| 2012. (1) | 30. јун | Ушће              | · Бјесови · Сви на под! · Ева Браун · Горибор · Канда, Коџа и Небојша · | бесплатно                | [ 1 ] [ 2 ] [ 3 ] [ 4 ] [ 5 ] |
|           |         |                   |                                                                         |                          |                               |
| 2013. (2) | 27. мај | Калемегдан        | · Суперхикс · Хладно пиво ·                                             | 2.790                    | [ 6 ] [ 7 ]                   |
|           |         |                   |                                                                         |                          |                               |
| 2014. (3) | 26. јун | Калемегдан        | Џа или Бу · Темпера · Психомодо поп · Били Ајдол                        | 2.500                    | [ 8 ] [ 9 ] [ 10 ]            |
|           |         |                   |                                                                         |                          |                               |
| 2015. (4) | 29. јун | Београдска арена  | ·                                                                       | 2.990                    | [ 11 ] [ 12 ] [ 13 ]          |
| 2015. (4) | 30. јун | Београдска арена  | Сједињене Америчке Државе                                               | 2.990                    | [ 11 ] [ 12 ] [ 13 ]          |
|           |         |                   |                                                                         |                          |                               |
| 2016. (5) | 22. јун | Стадион Ташмајдан | Иза · Артан Лили · Џон Њуман                                            | 1.990                    | [ 14 ] [ 15 ] [ 16 ] [ 17 ]   |
| 2016. (5) | 23. јун | Стадион Ташмајдан | Натали Диздар ·                                                         | 2.990                    | [ 14 ] [ 15 ] [ 16 ] [ 17 ]   |